# Misiones españolas en Trinidad
Las misiones españolas en Trinidad fueron una serie de poblaciones (pueblos de misión) fundadas en el siglo xvii como misiones católicas por la  congregación de los frailes capuchinos para difundir la doctrina cristiana entre los pueblos indígenas de la provincia de Trinidad española, en la actualidad Trinidad y Tobago.

## Historia
El inicio de la labor misional tuvo lugar en 1687 por frailes capuchinos catalanes del convento de Montecalvario de Barcelona (desaparecido en el siglo XVIII) bajo el mandato del gobernador Sebastián de Roteta. Otras regiones con misiones capuchinas fueron los Llanos de Caracas o Cumaná. Las misiones más alejadas estaban expuestas a las revueltas de los indígenas de Trinidad, a los ataques piratas, de las naciones enemigas de España o al acecho de los caribes (aliados de los holandeses) y los guaraúnos. Los misioneros desarrollaron un catecismo en lengua nativa para la enseñanza en lengua naparima y en castellano. 
Debido a la escasez de misioneros, aunque se establecieron misiones, a menudo quedaron sin instrucción cristiana durante largos períodos de tiempo. La iglesia de Sabana Grande fue quemada en 1691. En 1699 los abusos de los capuchinos en cuanto a las condiciones de trabajo dieron lugar a la revuelta de Arenales, que fue reprimida por la fuerza. En 1700 sólo habían perdurado cuatro, las más cercanos a San José de Oruña: La Anunciación de Nazaret de Sabana Grande (actual Princes Town), Santa Ana de Sabaneta (actual Savonetta), Purísima Concepción de María Santísima de Guayri (actual San Fernando), y Nuestra Señora de Montserrate (probablemente la moderna Mayo). La población de las misiones solía alcanzar los quinientos neófitos. 
Tras la visita del gobernador Cristóbal Félix de Guzmán que constató la peligrosidad y escasez de medios con la que contaban las misiones, en 1713 las misiones fueron entregadas al clero secular dependiente de la arquidiócesis de San Juan (actual Puerto Rico), pasando a ser el tipo de población denominado doctrina. Los misioneros se trasladaron a Guayana.

## Descripción
Se construían las poblaciones en torno a una plaza donde se encontraba la iglesia y el presbiterio. Las viviendas de los indígenas araupas y naparimas, llamadas ajoupas, tenían cubierta vegetal de caña. Las poblaciones se situaban en alto, para permitir la vigilancia y defensa, y protegerse de las inundaciones.
Los indígenas se reducían y aculturaban en las misiones bajo el régimen del tutelaje por el que no eran esclavos o siervos, sino que trabajaban para la misión. Las condiciones abusivas, la carestía o las epidemias suponían la marcha de los indígenas de la misión aun con el riesgo al que se exponían por ser Trinidad una isla desprotegida y fronteriza. El control económico, político y social le correspondía a los misioneros capuchinos, quienes entraban en conflicto con los encomenderos y el cabildo de San José de Orduña por retener a los indígenas. 
Se aprovisionaban mediante canoas desde el mar o a través de los ríos. El principal cultivo era el cacao, que servía de moneda de pago y se vendía a comerciantes de Cumaná o isla Margarita.

## Lista de misiones
- La Anunciación de Nazaret de Sabana Grande, actual Princess Town (1687-1713)
- Santa Ana de Sabaneta, actual Savonetta (1687-1713)
- Purísima Concepción de Nuestra Señora de Naparima o Guairía, actual San Fernando (1687-1713)
- San Francisco de los Cocos (1689-1690)
- Moruga (1690)
- Mallaro (1691-1698), trasladada a San Francisco de los Arenales
- San José de Cariero (1691-1697)
- Nuestra Señora de Montserrate, actual Mayo (1689-1713)
- San Agustín de Arauca
- San Pablo de Tacarigua
- Cuara